# Fosfatidilcolină

Principalele lipide membranare: fosfatidilcolină (PtdCho); fosfatidiletanolamină (PtdEtn); fosfatidilinozitol (PtdIns); fosfatidilserină (PtdSer).

Fosfatidilcolinele (PC) sunt o clasă de fosfolipide care se găsesc în membranele biologice și conțin colină ca grupă cap. Alcătuiesc și lecitinele.